# Steven Matz
Steven Jakob Matz (Stony Brook, Nueva York, 29 de mayo de 1991), más conocido como Steven Matz, es un jugador profesional estadounidense de béisbol que se desempeña en la posición de lanzador en St. Louis Cardinals, equipo de las Grandes Ligas de Béisbol (MLB).

## Carrera
Matz hizo su debut en la MLB con el equipo New York Mets, en el cual jugó seis temporadas (2015-2020), después pasó a Toronto Blue Jays (2021), posteriormente a St. Louis Cardinals, donde lleva jugando tres temporadas.